# Девета крајишка ударна бригада
Девета крајишка НО ударна бригада била је јединица НОВЈ активна од септембра 1943. до краја рата.

## Увод

### Развој НОБ
Територијална ограниченост и везаност партизанских одреда за свој крај онемогућавала је преношење борбених дејстава у друге области и избегавање концентричних удара надмоћног непријатеља за време његових офанзива. За даље ширење устанка у Југославији и његово прерастање у општенародни ослободилачки рат, при постојању јаких окупационих и квислиншких снага, биле су потребне сталне, покретне јединице способне за маневар на било којем терену.

### Статут пролетерских НО бригада
Пионирску улогу у стварању регуларне народноослободилачке армије имала је 1. пролетерска НО ударна бригада. Она је формирана 21. децембра 1941. на основу стечених искустава из дотадашње оружане борбе, након пада Ужичке републике у јесен 1941., што је формулисано Статутом пролетерских народноослободилачких бригада који је прописао Врховни штаб НОВЈ и који је важио за све бригаде НОВЈ. Формација је предвиђала: штаб, који чине командант и политички комесар и њихови заменици; најмање 4 ударна батаљона јачине до 300 бораца, формираних у 3-4 ударне чете; пратећу чету са онолико митраљеских водова (од по 2 оруђа) колико је батаљона у бригади, 1 водом лаких и 1 водом тешких минобацача; артиљеријске јединице које се могу састојати из појединих оруђа и батерија (4 оруђа), па све до дивизиона; моторизоване јединице које се формирају по могућности; комору и санитет. Уз штаб бригаде, поред коњичког, пионирског и вода за везу, Статут је предвиђао и културне екипе за културно просветни и политички рад у јединицама и међу народом на терену. Прописана је црвена застава са српом и чекићем у горњем десном углу, петокраком звездом у средини и извезеним именом јединице.

### Од партизанских одреда ка бригадама
Од посебне важности било је наређење Врховног штаба да се у оквиру партизанских одреда стварају ударне чете и батаљони, као прелазни облик од одреда ка бригади. При формирању бригада, те ударне јединице обично су улазиле у њихов састав. Почасни назив ударна даван је само оним бригадама које су се посебно истакле у борби. У 1941. формирана је једна бригада (1. пролетерска); у 1942. формирано је укупно 37 бригада; у 1943. 76 бригада (расформирано 13 бригада); у 1944. 130 бригада (расформирано 13), а у 1945. још 16. нових бригада (расформирано 13). На крају рата било је укупно 220 бригада, од којих 14 пролетерских.

### Значај бригада у НОР
Јачина, састав, опрема и наоружање бригада били су различити у разним периодима НОР и разним крајевима где су бригаде водиле борбу. Тако је просечна јачина бригада у 1942. и 1943. била 800 бораца, а у 1944. око 950 бораца, с тим што су бригаде у Словенији и Македонији биле бројно слабије (500—600 бораца). Наоружање бригада било је лако пешадијско, са митраљезима и минобацачима; наоружаване су од плена из борби са непријатељем, делом из сопствених радионица, а тек од 1943. неке су наоружане и из савезничке помоћи.
По Титу, бригаде су биле оперативне јединице са стратегијским задацима; бригаде су биле способне и за партизанско и за фронтално ратовање (нарочито након формирања дивизија и корпуса НОВЈ), а биле су и комунистичке политичке школе, расадници кадрова за нове јединице НОВЈ, и упоришта КПЈ и НОП.

## Формирање
Девета крајишка НОУ бригада Симо Шолаја формирана је 22. јануара 1943. у селу Благају код Купреса од јединица 3. крајишког НОПО; имала је 3 батаљона са око 700 бораца. Од 13. фебруара 1943. била је у саставу 10. дивизије.

## Ратни пут бригаде

### 1943
У четвртој непријатељској офанзиви дејствовала је на комуникацијама Мркоњић Град-Јајце-Доњи Вакуф, Шујица-Купрес-Бугојно и Купрес-Прозор, успоравајући наступање непријатеља ка долини Неретве. У првој половини маја борила се против четника на сектору Мркоњић Града и Гламоча, затим против четника и немачких јединица на подручју Скендер Вакуф, Јошавка, Шипраге, Корићани. Од јуна дејствује на подручју Крешево, Фојница, Кисељак, Бусовача, Високо, Травник, Бугојно. Крајем августа формира и 4. батаљон. Ноћу 10/11. октобра порушила је на више места железничку пругу Бусовача-Лашва-Витез, а делом снага заузела железничку станицу Лашва. Приликом првог и другог напада на Травник (15. октобра и 29. новембра) обезбеђивала је правце према Зеници и Сарајеву. За то време вршила је и диверзије дуж комуникација Кисељак-Бусовача-Травник, Кисељак-Високо и Лашва-Какањ, а децембра на прузи Сарајево-Мостар.

### 1944
До почетка маја 1944. водила је борбе са немачким снагама и четницима на подручју Доњи Вакуф-Бугојно-Јања, у дрварској операцији са деловима 7. СС дивизије код села Млиништа, села Подгоре и села Врбљана. Почетком јула била је окружена код села Зијамета, одакле су, уз осетне губитке, пробила према планини Враници. У нападу на пругу Сарајево-Коњиц заузела је почетком септембра Раштелицу и Тарчин, заробила 600 домобрана и усташа и запленила око 500 пушака, 30 пушкомитраљеза и 12 топова. Након тога учествује у борбама за ослобођење Травника 20-22. октобра.

### 1945
Дејствујући у долини реке Лашве, и дуж пруге Сарајево-Зеница, Бригада је у борбама и диверзијама до краја марта 1945. избацила из строја знатан број непријатељских војника и уништила 4 војна транспорта, 5 тенкова и 40 камиона. Истакла се у борбама код Какња у сарајевској операцији, а потом учествовала у карловачкој операцији и завршним борбама од Костањевице до Римских Топлица 10-15. маја 1945.

## Одликовања
За ратне заслуге Бригада је одликована Орденом заслуга за народ и Орденом братства и јединства.